# Jonas Kastberg
Jonas Kastberg, född 1757, död 9 april 1805, var en svensk dekorationsmålare och förgyllare. 
Han var gift första gången med Maria Dahlström och andra gången 1794 med Lovisa Maria Holmström. Kastberg medverkade på 1780- och 1790-talet med utsmyckningen av Stockholms slott, där han utförde förgyllningsarbeten och dekorationsmålningar med målade buketter och vapen. Han utnämndes till hovmålare.